# Ana Brnabić

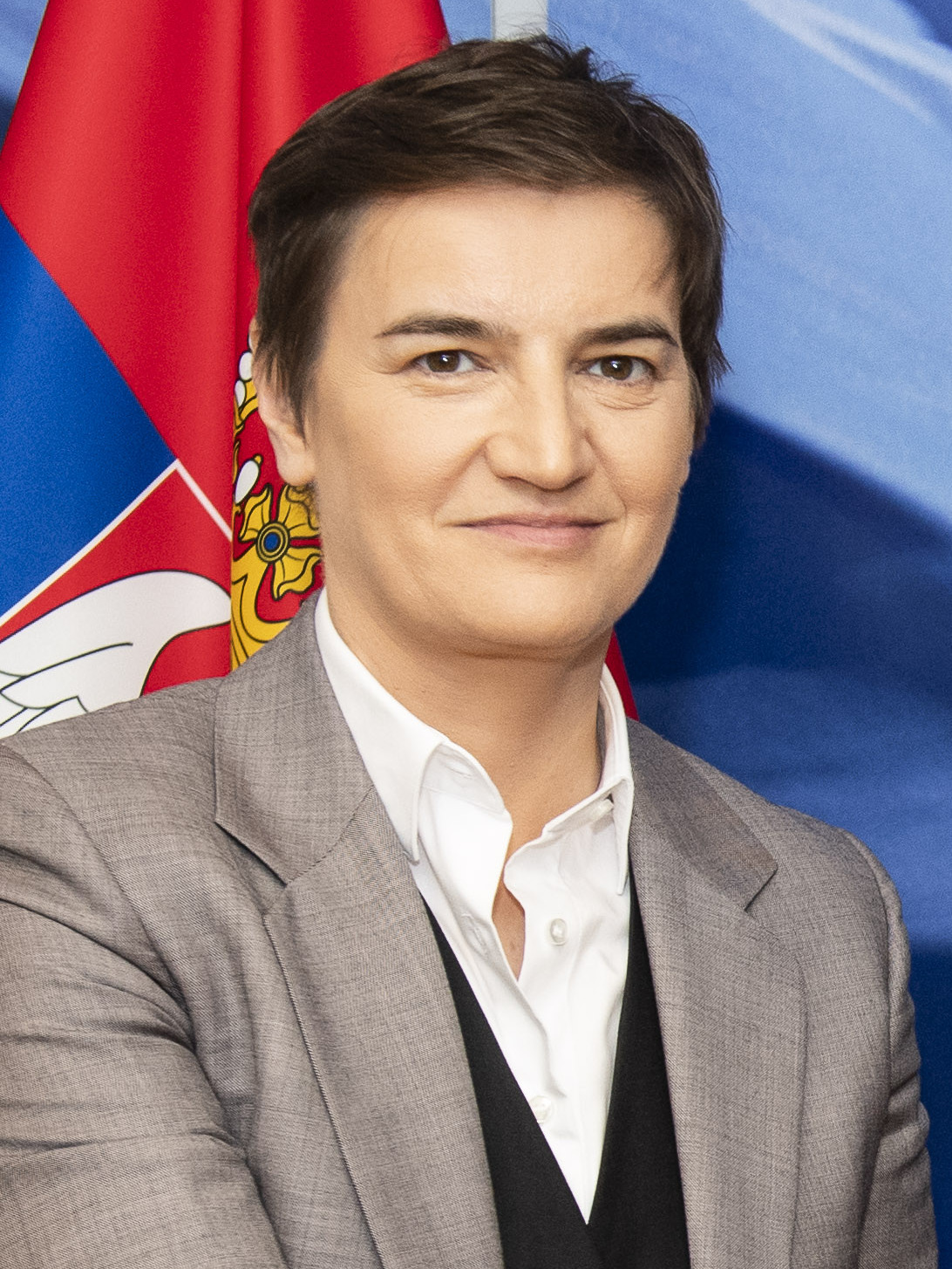
Ana Brnabić (2023)

Ana Brnabić (serbisch-kyrillisch Ана Брнабић; * 28. September 1975 in Belgrad, SR Serbien, SFR Jugoslawien, heute Serbien) ist eine serbische Politikerin. Sie ist seit dem 20. März 2024 Präsidentin der Nationalversammlung von Serbien. Davor war sie vom 29. Juni 2017 bis zum 20. März 2024 Ministerpräsidentin Serbiens und gehört seit 2019 der Serbischen Fortschrittspartei an.

## Leben
Ana Brnabić wurde in Belgrad geboren. Ihr Großvater väterlicherseits stammt von der kroatischen Insel Krk, die Großmutter aus Užice. Die Familie ihrer Mutter kommt aus Babušnica. Sie studierte Betriebswirtschaftslehre an der Northwood University in Michigan, danach erwarb sie den Grad eines MBA an der englischen University of Hull. Nach der Ausbildung arbeitete sie in verschiedenen internationalen Organisationen, darunter der United States Agency for International Development (USAID), sowie Entwicklungsorganisationen und staatlichen serbischen Unternehmen.
Seit August 2016 ist sie Serbiens Ministerin für öffentliche Verwaltung und kommunale Selbstverwaltung. Außerdem ist sie Präsidentin des Regierungsbeirates für innovatives Unternehmertum und Informationstechnologie sowie des Beirates für nationale Minderheiten und stellvertretende Präsidentin des Beirates zur Reform der öffentlichen Verwaltung.
Sie wurde am 15. Juni 2017 vom Präsidenten Aleksandar Vučić als Premierministerin Serbiens vorgeschlagen. Die Nationalversammlung Serbiens bestätigte den Vorschlag am 29. Juni 2017. Brnabić war die erste Ministerpräsidentin des Landes. Gegen die Nominierung von Brnabić hatten konservative politische Kreise Serbiens, unter anderem die Serbisch-Orthodoxe Kirche, Stimmung gemacht, vor allem weil Brnabić aus ihrer gleichgeschlechtlichen sexuellen Orientierung kein Geheimnis machte. Bei der Belgrader Gay-Pride-Parade im Herbst 2016 ließ sie sich mit einem kleinen Regenbogenfähnchen fotografieren. Im Zusammenhang mit ihrer Ernennung wurde auch der Vorwurf einer politischen Mauschelei erhoben: Brnabić hatte als Direktorin der serbischen Tochtergesellschaft der US-amerikanischen Windkraftfirma Continental Wind im Jahr 2015 den Direktor der staatlichen Firma Elektromreža Srbije („Stromnetze Serbiens“) und Vertrauten von Präsident Vučić, Nikola Petrović, gegen Korruptionsvorwürfe in Schutz genommen. Als „Belohnung“ hierfür, so die Vorwürfe, habe sie nur wenige Monate später ein Ministeramt in der Regierung erhalten. In der Regierung habe sie sich durch bedingungslose Loyalität gegenüber Präsident Vučić ausgezeichnet. Sie amtierte bis zum 20. März 2024, anschließend wurde sie Präsidentin der Nationalversammlung.
Im Februar 2019 gebar ihre Lebensgefährtin Milica Djurdjic einen Sohn.
Am 10. Oktober 2019 trat die bis dahin parteilose Brnabić der Serbischen Fortschrittspartei (SNS) von Präsident Vučić bei.
Ana Brnabić spricht fließend Englisch und Russisch.